# Републикански път II-71
Републикански път II-71 е второкласен път, част от Републиканската пътна мрежа на България, преминаващ по територията на области Силистра и Добрич. Дължината му е 124,3 km.
Пътят се отклонява наляво при 6,9-и км на Републикански път I-7 в югоизточно от град Силистра и се насочва на югоизток през Добруджа. Преминава последователно през селата Богорово и Средище и на 4,4 km след последното навлиза в Добричка област. Тук пътят преминава през селата Коларци, Хитово и Карапелит и завива наизток като достига до северозападната част на град Добрич при квартал „Рилци“. След това заобикаля от северозапад, север, изток и югоизток града, като в този участък се дублира с още три втрокласни пътя от Републиканската пътна мрежа: Републикански път II-97, Републикански път II-27 и Републикански път II-29. В южната част на града се отклонява на юг, минава през селата Бранище, Стефаново и Славеево и при село Батово слиза в дълбоката долина на Батова река. Оттук пътят продължава на изток по долината на реката, минава през село Църква и в източната част на село Оброчище се свързва с Републикански път I-9 при неговия 74,3 km.
По протежението на Републикански път II-71 наляво и надясно от него се отделят четири третокласни пътя с четирицифрени номера:
- при 36,7 km, южно от село Коларци — надясно Републикански път III-7102 (18,4 km) през селата Ангеларий, Сърнец, Мали извор и Божан до град Тервел при 51,9 km на Републикански път III-207;
- при 39,1 km – наляво Републикански път III-7103 (17,9 km) през селата Оногур, Ефрейтор Бакалово и Телериг до село Крушари при 28,4 km на Републикански път III-293;
- при 40,2 km – наляво Републикански път III-7105 (34,1 km) през селата Балик, Пчелник, Житница, Лясково и Козлодуйци до 80,7 km на Републикански път II-71 и 2,1 km на Републикански път II-97 северозападно от град Добрич;
- при 59,0 km, в село Карапелит — надясно Републикански път III-7106 (13,1 km) през селата Гешаново, Подслон и Кочмар до 45,7 km на Републикански път III-207 западно от последното.

| Пътища, отклоняващи се надясно (населено място, № на пътя, посока на пътя)                                                                            | Км    | Пътища, отклоняващи се наляво (посока на пътя, № на пътя, населено място)    |
| --- | ----- | ---------------------------------------------------------------------------- |
| Община Силистра, Област Силистра, I-7, 6,9 km ← | 0,0   | ← 6,9 km, I-7, Област Силистра Община Силистра                               |
| (за с. Срацимир) общински път ← | 5,5   |                                                                              |
| с. Богорово | 7,7   | с. Богорово                                                                  |
| (за с. Попкралево) общински път ← | 8,7   |                                                                              |
| (за с. Главан) общински път ← | 13,8  |                                                                              |
| Община Кайнарджа | 15,4  | Община Кайнарджа                                                             |
| (от гр. Алфатар) III-7001, 18,3 km → | 18,0  | → 18,3 km, III-7001 (до с. Коритен)                                          |
| | 20,9  | → общински път (за с. Светослав)                                             |
| (за с. Стрелково) общински път ← | 23,4  |                                                                              |
| (за с. Давидово) общински път, с. Средище ← | 27,7  | → с. Средище, общински път (за с. Господиново)                               |
| (за с. Каменци) общински път ← | 30,3  |                                                                              |
| | 32,1  | → общински път (за с. Брестница)                                             |
| Община Тервел, Област Добрич | 33,4  | Област Добрич, Община Тервел                                                 |
| с. Коларци | 35,6  | с. Коларци                                                                   |
| (до гр. Тервел) III-7102, 0,0 km ← | 36,7  |                                                                              |
| | 39,1  | → 0,0 km, III-7103 (до с. Крушари)                                           |
| | 40,2  | → 0,0 km, III-7105 (до 80,7 km на II-71) и 0,0 km на II-97                   |
| Община Добричка | 42,1  | Община Добричка                                                              |
| (за с. Алцек) общински път, с. Хитово ← | 44,5  | с. Хитово                                                                    |
| | 47,6  | → общински път (за с. Воднянци)                                              |
| | 50,9  | → общински път (за с. Дряновец)                                              |
| (за с. Фелдфебел Денково) общински път ← | 51,8  |                                                                              |
| (до 45,7 km на III-207) III-7106, 0,0 km, с. Карапелит ← (за селата Енево и Медово) общински път, с. Карапелит ←                                      | 59,0  | с. Карапелит                                                                 |
| | 64,9  | → общински път (за с. Миладиновци)                                           |
| (за с. Златия) общински път ← | 71,7  |                                                                              |
| | 72,4  | → общински път (за с. Смолница)                                              |
| | 73,4  | → общински път (за с. Малка Смолница)                                        |
| Община Добрич | 74,9  | Община Добрич                                                                |
| (Околовръстен път на гр. Добрич) II-97, 23,7 km → (за гр. Добрич) общински път ←                                                                      | 78,6  |                                                                              |
| | 80,7  | ← 34,1 km, III-7105 (от 40,2 km на II-71)                                    |
| (за гр. Добрич) общински път ← | 82,2  |                                                                              |
| | 86,5  | → 50,1 km, II-29 (до ГКПП Кардам) → 0,0 km, III-293 (до границата с Румъния) |
| (за гр. Добрич) общински път ← | 87,9  | → 0,0 km, III-9701 (до с. Сърнино)                                           |
| (за гр. Добрич) общински път ← | 91,4  | → 77,8 km, II-27 (до гр. Балчик)                                             |
| (от гр. Нови пазар) II-27, 75,6 km → (от гр. Варна) II-29, 43,0 km → (Околовръстен път на гр. Добрич) II-97, 15,0 km ← (за гр. Добрич) общински път ← | 93,6  |                                                                              |
| Община Добричка | 94,5  | Община Добричка                                                              |
| с. Бранище | 96,2  | → с. Бранище, общински път (за с. Плачидол)                                  |
| (за 36,2 km на II-29) общински път, с. Стефаново ← | 99,4  | с. Стефаново                                                                 |
| с. Славеево | 105,6 | → с. Славеево, общински път (за с. Пчелино)                                  |
| | 109,8 | → общински път (за с. Одърци)                                                |
| (за с. Прилеп) общински път, с. Батово ← | 114,8 | с. Батово                                                                    |
| Община Балчик | 117,5 | Община Балчик                                                                |
| с. Църква | 120,3 | с. Църква                                                                    |
| (до ГКПП Малко Търново) I-9, 74,3 km, с. Оброчище ←                                                                                                   | 124,3 | ← с. Оброчище, 74,3 km, I-9 (от ГКПП Дуранкулак)                             |

Забележки
1. ↑  На протежение от 15,0 km (от км 78,6 до км 93,6) Републикански път II-71 се дублира с Републикански път II-97 от 0,0 km до 15,0 km
2. ↑  На протежение от 7,1 km (от км 86,5 до км 93,6) Републикански път II-71 се дублира с Републикански път II-29 от 50,1 km до 43,0 km
3. ↑  На протежение от 2,2 km (от км 91,4 до км 93,6) Републикански път II-71 се дублира с Републикански път II-27 от 77,8 km до 75,6 km